# 福岡県道201号犀川豊津線
福岡県道201号犀川豊津線（ふくおかけんどう201ごう さいがわとよつせん）は、福岡県京都郡みやこ町を通る一般県道である。

## 概要
京都郡みやこ町犀川本庄から京都郡みやこ町豊津に至る。
県道201号は犀川本庄の平成筑豊鉄道田川線 犀川駅付近から福岡県道204号田川犀川線や福岡県道239号木井馬場犀川停車場線と別れ北東へ進み平成筑豊鉄道田川線とは少し沿う形で進む。この辺りは集落地の中を通るために狭隘な道が少々続く。途中の犀川古川地区で福岡県道242号大久保犀川線と交差した後に道路上は少しだけ広くなるがやがて森林の中へ突き進むために曲線や坂が一部存在する。そこから先は周りに棚田や段々畑、集落地を見渡しながら通り抜け、再度狭隘道を越えてすぐ国道496号と接続してこの県道は終点である。

### 路線データ
- 起点：福岡県京都郡みやこ町犀川本庄（平成筑豊鉄道田川線 犀川駅出入口付近、福岡県道204号田川犀川線交点、福岡県道239号木井馬場犀川停車場線終点）
- 終点：福岡県京都郡みやこ町豊津（国道496号交点）

## 地理

### 通過する自治体
- 京都郡みやこ町

### 交差する道路
| 交差する道路                                                   | 交差する場所 | 交差する場所 |
| -------------------------------------------------------------- | ------------ | ------------ |
| 福岡県道204号田川犀川線 福岡県道239号木井馬場犀川停車場線      | 犀川本庄     | 起点         |
| 福岡県道242号大久保犀川線 京築広域農道 / 京築アグリライン 重複 | 犀川古川     | 古川交差点   |
| 国道496号                                                      | 豊津         | 終点         |

### 沿線
- 平成筑豊鉄道田川線 犀川駅
- 京都広域圏前消防署京都分署
- みやこ町立歴史民俗博物館
- みやこ町中央図書館
- みやこ町立豊津小学校